# Westerleigh
Westerleigh is een civil parish in het bestuurlijke gebied South Gloucestershire, in het Engelse graafschap Gloucestershire met 3399 inwoners.

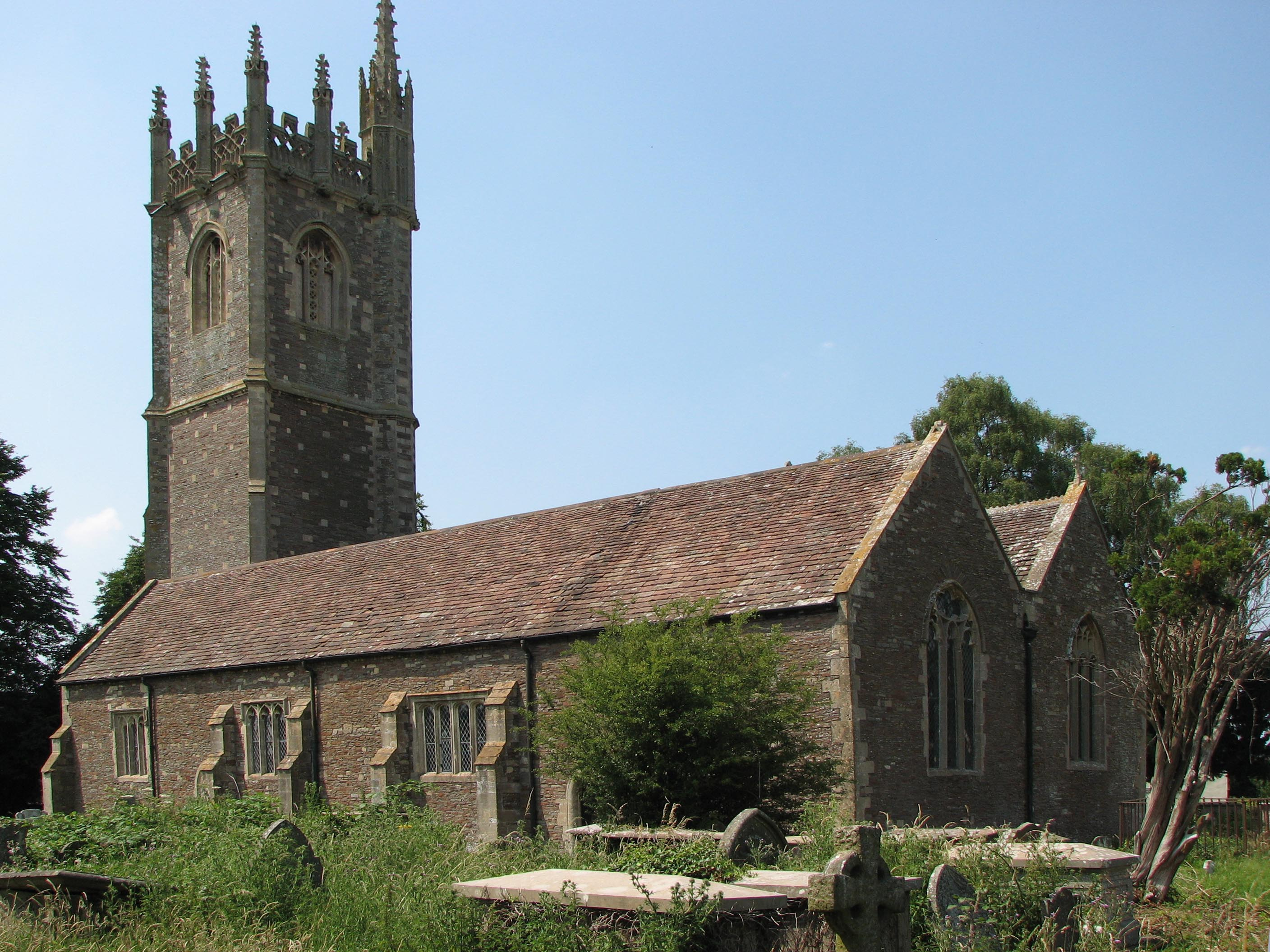
Kerk van St. Jacobus de meerdere